# Croix de cimetière de Saint-Juvat
La croix de cimetière à Saint-Juvat, une commune du département des Côtes-d'Armor dans la région Bretagne en France, est une croix de cimetière datant du XVIIe siècle. Elle est située à l'endroit où se trouvait autrefois le cimetière. La croix en granit a été inscrite monument historique le 27 février 1926.
La croix présente sur une face le Christ en croix entre les deux larrons et, sur l'autre, la Vierge entourée de deux saintes femmes.